# Heinrich Witt
Heinrich Witt (ur. 1897, zm. ?) – zbrodniarz nazistowski, członek załogi niemieckiego obozu koncentracyjnego Dachau i SS-Oberscharführer.
Od 18 czerwca 1944 do 23 kwietnia 1945 pełnił służbę w Kaufering III, podobozie KL Dachau. Sprawował stanowiska, kolejno: kierownika komanda więźniarskiego, Rapportführera i komendanta podobozu. Podczas trwających cztery miesiące rządów Witta w Kaufering III dziennie w obozie umierało od 20 do 30 więźniów.
W procesie członków załogi Dachau (US vs. Edgar Stiller i inni), który miał miejsce w dniach 18–24 marca 1947 przed amerykańskim Trybunałem Wojskowym w Dachau Heinrich Witt skazany został początkowo na 11 lat pozbawienia wolności. Oskarżonemu udowodniono, iż bił więźniów podczas apeli i znęcał się nad członkami kompanii karnej, zmuszając ich do wykonywania wyczerpujących ćwiczeń. Postępowanie wykazało również, że warunki w podobozie Kaufering III znacząco pogorszyły się po przejęciu przez Witta stanowiska komendanta. Podczas rewizji wyroku 5 marca 1948 karę zmniejszono do 8 lat więzienia, uznając iż skazany osobiście dopuścił się mniejszej liczby przestępczych czynów, niż ustalono to w pierwotnym postępowaniu.